# Všechovice (kraj południowomorawski)
Všechovice – gmina w Czechach, w powiecie Brno, w kraju południowomorawskim. 1 stycznia 2014 liczyła 229 mieszkańców.